# Podnožišče
Podnožíšče (tudi nadír, arabsko النظي: nadir, nazir, natir /es-semt/ – nasproten) je v astronomiji točka na nebesni krogli, ležeča navidezno neposredno pod opazovalcem, natančneje točka na nebu z nebesno višino enako –90°. Nasproti ležeča točka je nadglavišče ali zenit.
Podnožišče se nanaša tudi na navzdol obrjeno vidno polje satelita kot tudi na astronavta, ki je obrnjen proti Zemlji med aktivnostmi zunaj vesoljskega plovila.